# Lohovo, Muncaci
Lohovo (în ucraineană Лохово) este localitatea de reședință a comunei Lohovo din raionul Muncaci, regiunea Transcarpatia, Ucraina.

## Demografie
Componența lingvistică a localității Lohovo
     Ucraineană (99,49%)
     Alte limbi (0,51%)
Conform recensământului din 2001, majoritatea populației localității Lohovo era vorbitoare de ucraineană (99,49%), existând în minoritate și vorbitori de alte limbi.